# Sanwald
 (mai 2021).
Si vous disposez d'ouvrages ou d'articles de référence ou si vous connaissez des sites web de qualité traitant du thème abordé ici, merci de compléter l'article en donnant les références utiles à sa vérifiabilité et en les liant à la section « Notes et références ».
Sanwald est une ancienne brasserie de Stuttgart, devenu une marque de la firme Dinkelacker.

## Histoire
La brasserie Sanwald est fondée en 1903 par David Sanwald pour produire de la bière blanche. Il commence par de la Weißbier  et de la Weizenbier d'après la recette berlinoise. Après sa mort en 1914, son fils Otto Sanwald reprend la brasserie, qui est ensuite poursuivie par sa fille Anneliese Benz Sanwald et son mari Heinz Benz.
Sanwald brasse exclusivement des bières de fermentation haute : Sanwald Weizen, Kur Alt Urtyp - Altbier, Die große Malz - Malzbier, Hopfen Siegel - bière pour diabétiques, Pro Bier - la première bière sans alcool allemande, Sanwald Weisse, Sanwald Doppelbock.
En 1977, Sanwald est achetée entièrement par Dinkelacker. Sanwald fabrique la Weizenbier du groupe. Sanwald Blue, produite en 2002, est un panaché mélange de Weizenbier et de cola.